# Michael Häder
Michael Häder (* 26. Mai 1952 in Berlin) ist ein deutscher Soziologe und Wirtschaftswissenschaftler mit dem Schwerpunkt Methoden der empirischen Sozialforschung. Von 2001 bis 2019 war er Professor an der Technischen Universität Dresden.

## Leben
Der 1952 in Berlin geborene Häder schloss im Jahr 1970 das Gymnasium mit dem Abitur ab. Nach einem Studium der Soziologie an der Humboldt-Universität zu Berlin in der Sektion Wirtschaftswissenschaften (1970–1974), dem Abschluss als Hochschulsoziologe und dem Diplom als Wirtschaftswissenschaftler im Jahr 1974, war Häder zwischen 1974 und 1978 wissenschaftlicher Assistent am Lehrstuhlbereich Soziologie der Sektion Philosophie an der Universität Leipzig.
Seiner Promotion in der Sektion Wirtschaftswissenschaften an der Universität Leipzig 1978 folgte zwischen 1978 und 1991 eine Stelle als wissenschaftlicher Mitarbeiter am Institut für Soziologie und Sozialpolitik an der Akademie der Wissenschaften der DDR in Berlin. Dort war Häder zunächst im Bereich Methodologie/Methodik, später im Soziologisch-Methodischen Zentrum und letztendlich im Bereich Empirisch-Methodische Arbeitsgruppe tätig. 1987 schloss Häder seine Promotion B zum Doktor der Wirtschaftswissenschaften (Dr. sc. oec.) am Institut für Soziologie der Humboldt-Universität zu Berlin ab. Nach einer Stelle als Projektleiter am Zentrum für Umfragen, Methoden und Analysen (ZUMA) in Mannheim (1992–1998) und einer Vertretung der Professur für Methoden der Empirischen Sozialforschung am Institut für Soziologie an der TU Dresden zwischen 1998 und 1999, war Häder von 1999 bis 2001 erneut Projektleiter am Zentrum für Umfragen, Methoden und Analysen in Mannheim.
2001 übernahm Michael Häder die Professur für Methoden der Empirischen Sozialforschung am Institut für Soziologie der Philosophischen Fakultät der Technischen Universität Dresden. Er hatte dieser bis zu seiner Emeritierung im Jahr 2019 inne. Seine Nachfolgerin wurde Natalja Menold.

## Schriften (Auswahl)
- Zur Rezeption einer speziellen Methodologie für empirisch-soziologische Erhebungen, Humboldt-Universität, Dissertation B, Berlin 1987.
- zusammen mit Wolfgang Kiehl, Ulrich Hinterberger: AIDS im Bewusstsein der Bevölkerung der DDR 1989/90, AIDS-Zentrum, Berlin 1991, 83 S., ISBN 3-89254-126-4.
- zusammen mit Sabine Häder: Ergebnisse einer experimentellen Studie zur Delphi-Methode, ZUMA, Mannheim 1994, 68 S.
- zusammen mit Sabine Häder: Turbulenzen im Transformationsprozess: die individuelle Bewältigung des sozialen Wandels in Ostdeutschland 1990–1992, Westdeutscher Verlag, Opladen 1995, 388 S.
- zusammen mit Sabine Häder, Andreas Ziegler: Punkt- vs. Verteilungsschätzungen: Ergebnisse eines Tests zur Validierung der Delphi-Methode, ZUMA, Mannheim 1995, 72 S.
- Zur Evaluation der Delphi-Technik: eine Ergebnisübersicht, ZUMA, Mannheim 1996, 39 S.
- zusammen mit Sabine Häder, Kerstin Hollersbach: Methodenbericht zur Untersuchung "Leben Ostdeutschland 1996", ZUMA, Mannheim 1996, 73 S.
- zusammen mit Margit Rexroth: Erfassung kognitiver Aspekte des Antwortverhaltens in einer Delphi-Studie, ZUMA, Mannheim 1998, 46 S.
- Mobilfunk verdrängt Festnetz: Übersicht zu den Ergebnissen einer Delphi-Studie zur Zukunft des Mobilfunks, ZUMA, Mannheim 2000, 27 S.
- Delphi-Befragungen: ein Arbeitsbuch, Springer VS, Wiesbaden 2014, 3. Auflage, 255 S., ISBN 978-3-658-01927-3.
- Empirische Sozialforschung: eine Einführung, Springer VS, Wiesbaden 2015, 3. Auflage, 508 S., ISBN 978-3-531-19674-9.

Herausgeberschaft
- zusammen mit Robert Neumann: Auswahlprobleme und Antwortverhalten bei Telefonbefragungen. In: Dresdner Beiträge zur Soziologie Band 5., Verlagshaus Monsenstein und Vannerdat, Münster 2015, 166 S., ISBN 978-3-95645-423-3.